# Верхнее Енашимо
Верхнее Енашимо — упразднённый посёлок в Северо-Енисейском районе Красноярского края России. На момент упразднения входил в состав Новокаламинского сельсовета. Упразднён в 1998 году.

## География
Располагался на правом берегу реки Енашимо в месте впадения в неё реки Малая Гурахта, на расстоянии приблизительно 14 км по прямой к юго-западу от посёлка Новая Калами.

## История
Возник, предположительно, в 1940-е годы, как при прииск по добычи золота.
Исключен из учётных данных постановлением губернатора Красноярского края от 6 мая 1998 года № 265-П в связи с выездом всех жителей для постоянного проживания в другие населенные пункты.